# Zenerdiode

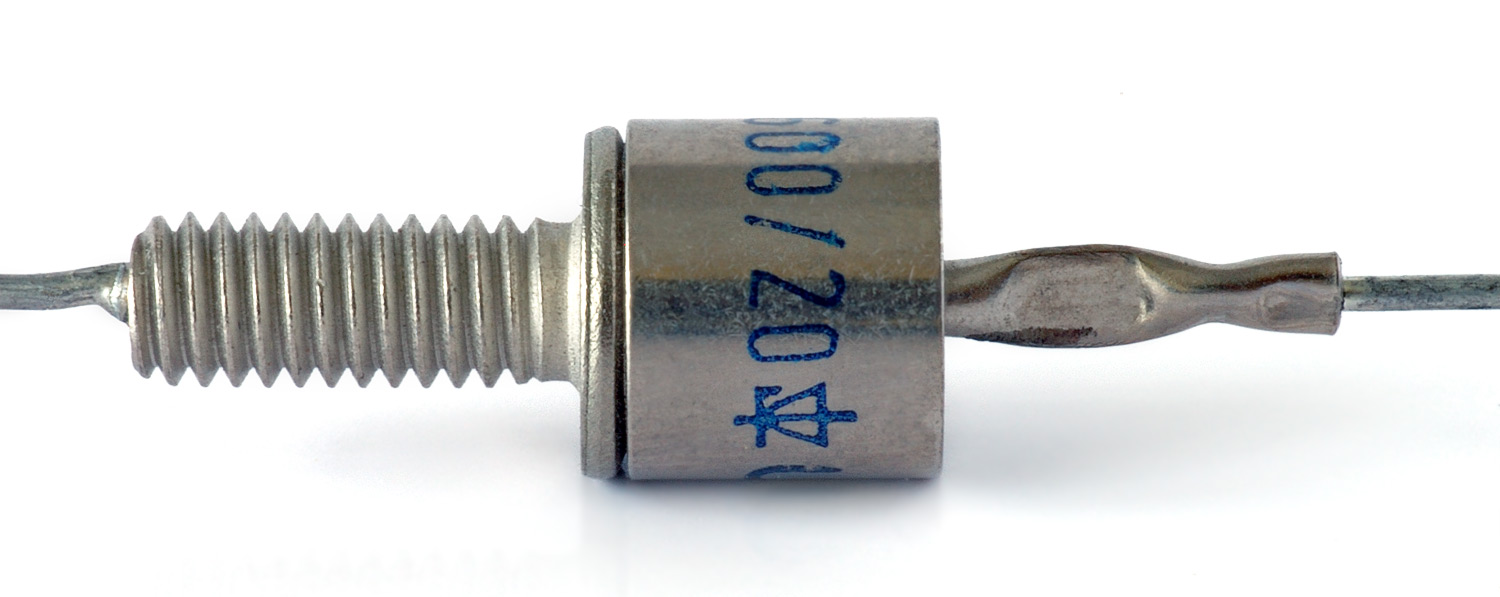
Vermogenszenerdiode

Symbool voor zenerdiode

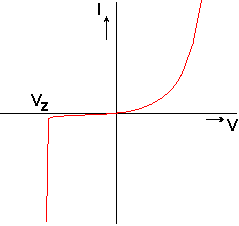
Karakteristiek van een zenerdiode, met V_{z} de zenerspanning

Een zenerdiode is een halfgeleiderdiode die zo geconstrueerd is dat de spanning over de diode in sperrichting, na het bereiken van de zenerspanning over een relatief groot bereik van de stroomsterkte, constant blijft. Deze eigenschap berust op het zenereffect. De karakteristiek van de diode verloopt over dat bereik min of meer parallel met de as voor de stroomsterkte (zie figuur). Deze eigenschap maakt een zenerdiode onder meer geschikt voor toepassing als spanningsstabilisator.
Zenerdioden zijn genoemd naar Clarence Melvin Zener, een Amerikaanse natuurkundige, die het naar hem genoemde zenereffect ontdekte.
Bij toepassing wordt een zenerdiode aangesloten in sperrichting. Zodra de aangelegde spanning de doorslagspanning (zenerspanning) overschrijdt gaat de diode geleiden. De spanning over de zenerdiode blijft dan min of meer constant. Een zenerdiode kan als gevolg van dit effect gebruikt worden om een elektrische spanning op een gewenste waarde te begrenzen.
Zenerdioden worden gemaakt voor diverse zenerspanningen en elektrische vermogens. Ze worden gebruikt als parallelstabilisator, als referentie voor een gestabiliseerde voeding of als overspanningsbeveiliging. Soms ook als hart van een ruisgenerator.
Zenerdiodes met zenerspanningen onder 5 volt berusten voornamelijk op het tunneleffect. Bij zenerspanningen boven 5 volt is de werking een combinatie van het tunneleffect en het lawine-effect. Het tunneleffect vertoont een negatieve temperatuurcoëfficiënt. Het lawine-effect een positieve. Zenerdiodes met een zenerspanning tussen de 5 en 6 volt (5,6 volt) hebben een beperkte temperatuurafhankelijkheid, door de combinatie van de negatieve en de positieve temperatuurcoëfficiënt van de beide effecten.
Gebruikelijke spanningen zijn: 2,4 - 2,7 - 3,3 - 3,9 - 4,3 - 4,7 - 5,1 - 5,6 - 6,2 - 6,8 - 7,5 - 8,2 - 9,1 - 10 - 11 - 12 - 13 - 15 - 18 - 20 - 22 - 24 - 27 - 30 - 36 - 39 - 47 - 75 V. De opgegeven spanning geldt vrijwel altijd bij flinke stromen, die bijvoorbeeld overeenkomen met de helft van het opgegeven maximumvermogen. Vooral bij lage spanningstypes (2,7 V - 10 V) gaat er bij ongeveer de helft van de spanning al een niet te verwaarlozen stroom lopen. Bij types boven 18 V begint pas een aanzienlijke stroom te lopen bij 90% van de gespecificeerde zenerspanning. Sommige reeksen lopen tot 270 V. De laagste spanning is 0,8 V. Types onder de 2,0 V worden als gewone diode aangesloten.
Veelvoorkomende vermogens zijn (tussen haakjes de behuizing): 300 mW (SOD 323, SMD) - 500 mW (SOD 80, DO 35) - 1 W (DO 41) - 3,25 W (SOD 57) - 5 W (17-02) - 20 W (DO 4-10) en 50 W (DO 5-28). Voor een uitgebreid overzicht zie: Lijst van zenerdioden
Een zenerdiode levert vrij veel ruis en is daardoor ongeschikt om de spanning te stabiliseren voor een gevoelige voorversterker.
Om afwijkende zenerspanningen te verkrijgen, kan men verschillende zenerdiodes in serie zetten.